# Abyssobythere inequivalva
Abyssobythere inequivalva is een mosselkreeftjessoort uit de familie van de Bythocytheridae. De wetenschappelijke naam van de soort is voor het eerst geldig gepubliceerd in 1996 door Ayress, Correge, Passlow & Whatley.